# مراقب تبر باش، یوجین
مراقب تبر باش، یوجین (به انگلیسی: Careful with That Axe, Eugene) نام تک‌آهنگی بی‌کلام از گروه موسیقی پراگرسیو راک انگلیسی، پینک فلوید، است که در سال ۱۹۶۸ منتشر شد. نسخهٔ استودیویی این تک‌آهنگ برای نخستین بار به عنوان ترانه‌ای پُشتِ تک آهنگِ «تو آسمون منو نشون بده» منتشر شد و بعدها در آلبوم گردآوری‌شده‌ی یادگاره‌ها نیز قرار دارد.
نسخه‌های زندهٔ این آهنگ در آلبوم اوماگوما و همچنین فیلم زنده در پمپئی نیز قرار داده شده‌است. پینک فلوید این قطعه را برای فیلم نقطه زابریسکی به کارگردانی «میکل‌آنجلو آنتونیونی» ضبط مجدد کرد و نام قطعه را هم به Come in Number 51, Your Time Is Up تغییر داد.

## دست‌اندرکاران
- راجر واترز - گیتار بیس، خوانندگی
- دیوید گیلمور - اسلاید گیتار، خوانندگی
- نیک میسن - درام
- ریچارد رایت - اُرگ